# Campionati italiani di triathlon lungo del 1999
I Campionati italiani di triathlon lungo del 1999 sono stati organizzati dalla Federazione Italiana Triathlon e si sono tenuti a Ronzone in Trentino-Alto Adige, in data 24 luglio 1999.
Tra gli uomini ha vinto Nicola Carpanese (Tri. Rari Nantes Marostica), mentre la gara femminile è andata a Edith Niederfriniger (Läufer Club Bozen).

## Risultati

### Élite uomini
| Pos. | Atleta              | Società sportiva           | Nuoto    | Bici     | Corsa    | Totale   |
| ---- | ------------------- | -------------------------- | -------- | -------- | -------- | -------- |
|      | Nicola Carpanese    | Tri. Rari Nantes Marostica | 00:49:28 | 03:58:08 | 01:48:18 | 06:35:54 |
|      | Alessandro Vannacci | Zeppelin Triathlon Team    | 00:49:49 | 03:52:01 | 01:56:51 | 06:38:41 |
|      | Marco Marchese      | Triteam                    | 00:48:07 | 03:59:35 | 01:58:42 | 06:46:24 |
| 4    | Stefano Paoli       | Triathlon Alto Adige       | 00:51:54 | 04:02:08 | 01:59:15 | 06:53:17 |
| 5    | Diego Gazzari       | Torino Triathlon           | 00:49:55 | 04:06:32 | 01:58:32 | 06:54:59 |
| 6    | Marco Stradi        | Tri. Rari Nantes Marostica | 00:52:20 | 04:09:26 | 01:53:35 | 06:55:21 |
| 7    | Werner Uberbacher   | Läufer Club Bozen          | 00:56:09 | 03:56:12 | 02:08:54 | 07:01:15 |
| 8    | Luigi Bacco         | Happidea Triathlon         | 00:56:51 | 04:13:20 | 01:57:04 | 07:07:15 |
| 9    | Riccardo Caruso     | Ogiva Triathlon            | 00:56:12 | 04:15:24 | 01:58:58 | 07:10:34 |
| 10   | Marino Rocca        | Fri Team                   | 00:52:24 | 04:13:50 | 02:05:27 | 07:11:41 |
| 11   | Andrea Palmieri     | Olimpia Triathlon          | 00:51:56 | 04:19:50 | 02:02:05 | 07:13:51 |
| 12   | Alberto Puccetti    | Acquadela Bologna          | 00:58:10 | 04:12:26 | 02:09:18 | 07:19:54 |
| 13   | Claudio Balboni     | Pol. Centese T&D           | 01:00:22 | 04:18:13 | 02:02:13 | 07:20:48 |
| 14   | Alessandro Melizza  | Pinerolo Triathlon         | 00:57:07 | 04:20:12 | 02:05:21 | 07:22:40 |
| 15   | Klaus Runer         | Läufer Club Bozen          | 00:56:15 | 04:03:53 | 02:25:22 | 07:25:30 |
| 16   | Davide Bruno        | Forze Armate Triathlon     | 00:49:42 | 04:20:50 | 02:16:16 | 07:26:48 |
| 17   | Marco Damiani       | Tri Md                     | 00:56:06 | 04:24:13 | 02:06:29 | 07:26:48 |
| 18   | Roberto Guidarelli  | Marche Ms                  | 01:02:34 | 04:20:19 | 02:05:12 | 07:28:05 |
| 19   | Luciano Zampieri    | Happidea Triathlon         | 01:00:58 | 04:22:52 | 02:05:30 | 07:29:20 |
| 20   | Stefan Fink         | Läufer Club Bozen          | 01:00:33 | 04:18:27 | 02:13:40 | 07:32:40 |

### Élite donne
| Pos. | Atleta               | Società sportiva        | Nuoto    | Bici     | Corsa    | Totale   |
| ---- | -------------------- | ----------------------- | -------- | -------- | -------- | -------- |
|      | Edith Niederfriniger | Läufer Club Bozen       | 00:52:00 | 04:38:59 | 02:03:23 | 07:34:22 |
|      | Francesca Tibaldi    | Fumane Triathlon        | 00:52:40 | 04:37:39 | 02:05:14 | 07:35:33 |
|      | Mirella Gandellini   | Zeppelin Triathlon Team | 00:57:22 | 04:35:54 | 02:14:46 | 07:48:02 |
| 4    | Paola Lenzi          | Torino Triathlon        | 01:05:02 | 04:30:13 | 02:16:00 | 07:51:15 |
| 5    | Alessia Bertolino    | Avia Pervia             | 00:58:58 | 04:41:01 | 02:12:19 | 07:52:18 |
| 6    | Monica Tardo         | Nadir Palermo           | 00:58:25 | 04:53:17 | 02:23:44 | 08:15:26 |
| 7    | Beverley Gibson      | Torino Triathlon        | 01:02:46 | 04:52:35 | 02:35:41 | 08:31:02 |
| 8    | Alessandra Brunelli  | Anzio Triathlon         | 00:59:14 | 05:02:35 | 02:40:02 | 08:41:51 |
| 9    | Daniela Ianesi       | Läufer Club Bozen       | 00:56:36 | 05:16:49 | 02:31:30 | 08:44:55 |
| 10   | Maria Angioni        | Torino Triathlon        | 01:25:18 | 05:00:36 | 02:37:43 | 09:03:37 |
| 11   | Cinzia Arduzzoni     | CUS Parma               | 01:13:19 | 05:18:22 | 02:40:15 | 09:11:56 |
| 12   | Laura Dell'Erba      | Triathlon Novara        | 01:17:48 | 05:52:46 | 02:38:44 | 09:49:18 |